# Agnès Letestu
Agnès Letestu (Saint-Maur-des-Fossés, 1º febbraio 1971) è un'ex ballerina, costumista, maitresse de ballet e répétiteuse francese, danseuse étoile del balletto dell'Opéra di Parigi dal 1997 al 2013.

## Biografia
Nata a Saint-Maur-des-Fossés, Agnès Letestu si è appassionata al balletto all'età di otto anni dopo aver visto in televisione Il lago dei cigni con Margot Fonteyn e Rudol'f Nureev. A dodici anni è stata ammessa alla scuola di danza dell'Opéra di Parigi, dove Claude Bessy l'ha definita la sua allieva migliore.
Nel 1987 è stata scritturata nel corps de ballet del balletto dell'Opéra di Parigi, in cui ha avuto una rapida carriera: nel 1988 è stata promossa a coryphée e nel 1989 a solista. Dopo aver vinto la medaglia d'oro al Concorso internazionale di balletto di Varna nel 1990, nel 1993 è stata promossa a ballerina principale e nel 1997 a danseuse étoile dopo una rappresentazione del Lago dei cigni con le coreografie di Nureev.
Nei sedici anni successivi ha danzato molti dei maggiori ruoli femminili del repertorio, tra cui Tersicore nell'Apollon musagète di George Balanchine, Myrtha e Giselle nei due diversi allestimenti di Giselle coreografati rispettivamente da Jean Coralli e Mats Ek, l'eponime protagoniste di Paquita e La Sylphide di Pierre Lacotte, la ragazza in azzurro ne Les Biches di Bronislava Nižinskaja e la Morte ne Le Jeune Homme et la Mort di Roland Petit. Inoltre ha danzato tutti i maggiori ruoli femminili coreografati da Nureev, inclusi Odette e Odile ne Il lago dei cigni, Kitri in Don Chisciotte, Nikiya e Gamzatti ne La Bayadère, Giulietta in Romeo e Giulietta, Aurora ne La bella addormentata e le eponime protagoniste di Raymonda e Cenerentola.
Nel corso della sua carriera ha danzato come prima ballerina ospite in compagnie prestigiose come l'English National Ballet, l'Het Nationale Ballet e il Balletto Mariinskij. Nel 2007 ha vinto il Prix Benois de la Danse. Ha dato il suo addio alle scene il 10 ottobre 2013 ne La signora delle camelie di John Neumeier, anche se nel 2016 è tornata a danzare all'Opéra Garnier per alcune rappresentazioni de Le Palais de Cristal di Balanchine.
Parallelamente all'attività sulle scene, dai primi anni duemila ha cominciato a lavorare anche costumista; inizialmente ha disegnato i costumi per i balletti di José Carlos Martínez, per poi ampliare il proprio repertorio ad altri coreografi e all'opera lirica. Ha disegnato costumi per l'Opéra Garnier, il San Francisco Ballet, l'Opéra national du Rhin e la Wiener Staatsoper.